# Tetraktys

Rappresentazione della tetraktys.

La tetraktýs o tetrattide (dal greco antico τετρακτύς?, più comunemente traslitterato tetraktys o anche tetraktis, tetractys, tetractis) o numero quaternario o sacra decade rappresentava per i pitagorici la successione aritmetica dei primi quattro numeri naturali (o più precisamente numeri interi positivi), un «quartetto» che geometricamente «si poteva disporre nella forma di un triangolo equilatero di lato quattro», ossia in modo da formare una piramide che sintetizza il rapporto fondamentale fra le prime quattro cifre e la decade: 1+2+3+4=10 (somma teosofica).
«A dimostrazione dell'importanza che il simbolo aveva per Pitagora [c. 575 a.C. - c. 495 a.C.], la scuola portava questo nome e i suoi discepoli prestavano giuramento sulla tetraktys.»

## Simbolismo
A ogni livello della tetraktys corrisponde uno dei quattro elementi, i principi cosmogonici così identificati secondo i filosofi della natura presocratici:
| Rappresentazione della tetraktys a piramide. | 1º livello. Il punto superiore: l'Unità fondamentale, la monade, la compiutezza, l'unità, l'indiviso (padre-madre), il Fuoco 2º livello. I due punti: la dualità, gli opposti complementari, il femminile e il maschile, l'androgino, il principio dei numeri pari, la linea, l'Acqua 3º livello. I tre punti: la misura dello spazio e del tempo, la dinamica della vita, la creazione, la somma dell'Uno con la Diade, il primo dei numeri dispari, l'Aria 4º livello. I quattro punti: la base delle figure solide, la materialità, gli elementi strutturali, la Terra |

Tale corrispondenza simbolica è attribuita a Filolao (470 a.C. - 390 a.C.),  un pitagorico della seconda generazione che avrebbe fatto coincidere i quattro elementi con i primi quattro solidi platonici (terra = cubo, fuoco = tetraedro, aria = ottaedro, acqua = icosaedro). In quest'identificazione dovettero giocare un ruolo notevole anche analogie sensibili: il cubo dà l'idea della solidità della terra, la piramide delle lingue di fuoco, ecc.
La raffigurazione completa della tetraktys rappresenta la sintesi del Tutto, l'Unità e la molteplicità, la materia che si differenzia. Per i pitagorici infatti il 10 simboleggia l'Universo.

### Altre caratteristiche
A sua volta il dieci rimanda all'Unità poiché 10=1+0=1 secondo il metodo della riduzione teosofica. Inoltre «nella decade "sono contenuti egualmente il pari (quattro pari: 2, 4, 6, 8) e il dispari (quattro dispari: 3, 5, 7, 9), senza che predomini una parte". Inoltre risultano uguali i numeri primi e non composti (2, 3, 5, 7) e i numeri secondi e composti (4, 6, 8, 9). Ancora essa "possiede uguali i multipli e sottomultipli: infatti ha tre sottomultipli fino al cinque (2, 3, 5) e tre multipli di questi, da sei a dieci (6, 8, 9)". Infine, "nel dieci ci sono tutti i rapporti numerici, quello dell'uguale, del meno-più e di tutti i tipi di numero, i numeri lineari, i quadrati, i cubi. Infatti l'uno equivale al punto, il due alla linea, il tre al triangolo, il quattro alla piramide".» Forse «è nata così la teorizzazione del "sistema decimale" (si pensi alla tavola pitagorica)»,  tuttavia per quanto riguarda la Grecia e non per l'intera storia della civiltà e della matematica, che attesta la preesistenza di tale intuizione rispetto ai Pitagorici.
Secondo Luciano De Crescenzo, in questo modo con la matematica greca «pare che anche fra i numeri esistesse un'aristocrazia: c'erano quelli nobili e quelli plebei.»

I numeri pari erano detti numeri rettangolari, mentre quelli dispari erano detti quadrato in base alla forma risultante dalla loro rappresentazione a angolo retto o a squadra. I primi erano caratterizzati dalla presenza del limite, l'Uno, quando si tentava di bisezionare la linea della divisibilità continua introdotta all'interno della squadra di rappresentazione, mentre i numeri pari erano apprezzati per il passaggio libero da interposizioni.

### Ulteriori sviluppi
L'intuizione pitagorica è stata recuperata negli ambiti più svariati:
- nella cabala,[9]
- nella filosofia cinese,[10]
- nella massoneria,[11]
- nell'esoterismo e nella teosofia.[12]

## Simbolo pitagorico
I primi quattro numeri simboleggiano la musica universalis, ossia l'armonia realizzata che vige tra gli oggetti cosmici, nel modo seguente:
1. Monade {\displaystyle \rightarrow } Unità
2. Diade {\displaystyle \rightarrow } Potenza, polarità Limite/Illimitato (peras/apeiron)
3. Triade {\displaystyle \rightarrow } Armonia
4. Tetraedro {\displaystyle \rightarrow } Cosmo [13]

Le quattro righe sommano dieci, che rappresentava l'unità di un ordine superiore (la Decade).
Il Tetractys simboleggia inoltre i quattro elementi classici: aria, fuoco, acqua, e terra.
Il Tetractys rappresentava anche l'organizzazione dello spazio:
1. La prima riga rappresentava la dimensione zero (un punto)
2. La seconda riga rappresentava una dimensione (una linea di due punti)
3. La terza riga rappresentava due dimensioni (un piano definito da un triangolo di tre punti)
4. La quarta riga rappresentava tre dimensioni (un tetraedro definito da quattro punti)

Una preghiera dei pitagorici mostra l'importanza e la sacralità del Tetractys (talvolta chiamato "Tetra Mistico"):
Come parte della religione segreta, agli iniziati veniva richiesto di prestare giuramento segreto sul Tetractys. Successivamente prestavano servizio come novizi, che richiedeva loro di osservare il silenzio per un periodo di cinque anni.
Anche il giuramento pitagorico menzionava il Tetractys:
«In virtù di quel puro, santo, nome di quattro lettere lassù,
sorgente eterna e provvista della natura,
genitore di tutte le anime che vivono,
per lui, con fede trova giuramento, io ti giuro».
Si dice che il sistema musicale pitagorico si basava sul Tetractys poiché le righe possono essere lette come i rapporti di 4:3 (quarta giusta), 3:2 (quinta giusta), 2:1 (ottava), formando gli intervalli base delle scale pitagoriche. In altre parole, le scale pitagoriche si generano combinando quarte pure (in una relazione 4:3), quinte pure (in una relazione 3:2) e i rapporti semplici dell'unisono (1:1) e dell'ottava (2:1). Si noti che il diapason, 2:1 (ottava), e il diapason più diapente, 3:1 (quinta composta o dodicesima giusta), sono intervalli consonanti secondo il tetractys della decade, ma che il diapason più diatessaron, 8:3 (quarta composta o undicesima giusta), non lo è.

## Simbolo cabalistico

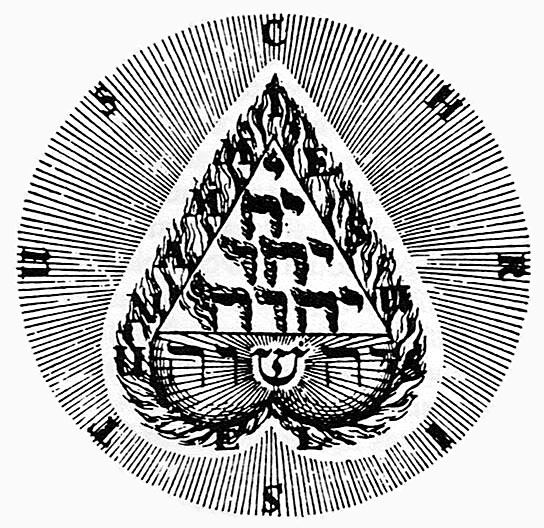
Simbolo del mistico cristiano del primo XVII secolo Jakob Böhme, incluso un tetractys di fiammeggianti lettere ebraiche del Tetragrammaton.

Nel lavoro dell'antropologo Raphael Patai intitolato The Hebrew Goddess, l'autore sostiene che il tetractys e i suoi misteri hanno influenzato la prima Cabala. Un tetractys ebraico ha le lettere del Tetragrammaton incise sulle dieci posizioni del tetractys, da destra a sinistra. Si è sostenuto che l'Albero della vita cabalistico, con le sue dieci sfere di emanazione, sia in qualche modo collegato al tetractys, ma la sua forma non è quella di un triangolo. L'occultista Dion Fortune scrive:
Il punto è assegnato a Kether;
la linea a Chokmah;
il piano bidimensionale a Binah;
conseguentemente il solido tridimensionale ricade naturalmente su Chesed.
La relazione tra le forme geometriche e le prime quattro Sephirot è analoga alle correlazioni geometriche nel Tetractys, mostrate sopra, sotto il simbolo pitagorico, ed evidenzia la rilevanza dell'Albero della Vita nel Tetractys.